# 七尋女房
七尋女房，又稱七尋女、七丈女，是流傳於島根縣東部與鳥取縣中西部，一種巨大的女性妖怪。名稱「七尋」源自東亞傳統度量衡「尺貫法」，約等於12.6公尺。

## 傳說
- 在隱岐群島中之島(今島根縣隱岐郡海士町一帶)，傳說七尋女房出沒於山野間，會對山道上的行人作祟。織田信長時代有一個著名的傳說，稱一名男子騎馬行於山道時，被不知從哪來的石頭砸中。他循線追蹤，發現正在河邊洗衣服的七尋女房。男人一刀斬傷七尋女房的臉，負傷的七尋女房變為一塊巨石。據傳當地的中田氏便是那名男子的後代；而男子當時使用的馬具與刀則被中田家當作傳家寶代代相傳。此外，在海士町日之津山道旁有一顆高6公尺、寬3公尺的巨石，人稱「女房石」，便是七尋女房的化身。[2]
- 在島根町(現松江市)地區，傳說七尋女房會在靠海的山上出現，露出染黑的牙齒對行人嘻笑。[2][3]
- 在安來市，傳說七尋女房是個美人，身穿七尋長的衣服四處乞討。據說當地有一個名為「乙御前塚」的土丘，與七尋女房有關。[4]
- 在東伯郡赤碕町(今琴浦町)，傳說七尋女房是個青髮白臉的女妖怪，會一邊搗米一邊因吟唱歌謠，神色淒苦。[5]
- 在鳥取縣川崎一帶，傳說七尋女房原是戰國時代一位名叫美沙的女子。她愛上一位男子，然而那名男子已經有未婚妻。悲傷的美沙投河自盡，成為河神的妻子。不久當地發生洪災，美沙則化身河岸邊的一顆櫟樹，人稱「七色樫」，現為鳥取縣指定天然記念物。[6]

## 相關
- 地狱老师